# Csák János (miniszter)
Csák János (Budapest, 1962. október 15. –) magyar politikus, közgazdász, üzletember, 2022–2024 között lemondásáig az Ötödik Orbán-kormány kulturális és innovációs minisztere. 2011–2014 között Magyarország korábbi nagykövete az Egyesült Királyságban. Elsősorban társadalmi entitások (országok, szervezetek, vállalatok, városok) jövőképességét és stratégiáját megalapozó értelmezési és szervezési képességekkel foglalkozik. A 2024-es Befolyás-barométer szerint ő Magyarország 24. legbefolyásosabb személye.

## Végzettség
Csák János a Marx Károly Közgazdaságtudományi Egyetem (jelenleg Budapesti Corvinus Egyetem) Pénzügy és Szociológia szakán szerzett diplomát 1987-ben; ezen kívül elvégezte a Challenge of Leadership programot az INSEAD üzleti iskolában (Franciaország, 2000), valamint a University of Michigan Business School Executive Program-ját (USA, 1996), ill. a Making Corporate Boards More Effective programot a Harvard Business Schoolban.

## Karrier
Pályafutása során több cég vezérigazgatójaként, illetve igazgatósági tagjaként tevékenykedett Európában, az Egyesült Államokban és Ausztráliában is, többek között a Matáv (pénzügyi igazgató, 1993-2000), a MOL-csoport (elnök, 1999-2000), a T-Mobile Magyarország (elnök, 1997-2001), a Creditanstalt Investment Bank (CA-IB), a Budapest Bank (GE Money Bank), a Richter Gedeon Nyrt. (független igazgatósági tag, 2014-2019), és a Falcon Oil and Gas Ltd. és a Wildhorse Energy Ltd. igazgatósági tagjaként.
A Matáv (jelenleg Magyar Telekom) pénzügyi igazgatójaként meghatározó szerepet játszott a Matáv 1 milliárd USD értékű részvénykibocsátásában a New York-i Tőzsdén (1997), amely később modellként szolgált a további privatizációs folyamatokhoz, és amivel a cég elnyerte az International Financing Review Awardot. 1999-ben kulcsszerepet játszott az egyik legnagyobb kelet-közép-európai mobil-felvásárlásában, a Westel 49%-os részesedésének megvásárlásában a MediaOne-tól. A finanszírozási stratégia elismeréseképpen elnyerte a World’s Best User of Syndicated Loans Awardot (Euromoney, 1997).
1996-ban az Ameritech Corporation (Chicago, USA) senior treasury tanácsadója volt.
1999-2000-ben a MOL-csoport elnökeként vezetésével alakították ki a vállalat hosszútávú növekedési stratégiáját. Újraszervezte a menedzsmentet, a kutatás-termelési üzletágat, megindította finomító és kereskedelmi hálózatok felvásárlását, beindította a vállalatcsoport nemzetközi versenyképességéhez szükséges átalakításokat. Ennek részeként a MOL többségi tulajdont szerzett a szlovák olajtársaságban, a Slovnaft-ban. Ennek eredményeképpen a MOL-csoport regionális vezető szerepre tett szert, a pénzügyi és működési teljesítmény tekintetében pedig bekerült az iparág legjobbjai közé.
2001 és 2003 között az egyik legnagyobb kelet-közép-európai befektetési bank, a bécsi székhelyű Creditanstalt Investment Bank (CA-IB) Magyarország vezérigazgatója volt. Az anyavállalat igazgatósági tagjaként felügyelte az energiaügyi és telekommunikációs tanácsadást, ill. a tulajdonosi változásokat követve átszervezte a magyar leányvállalat működését.
2003-2010 között Csák János befektetőként és stratégiai tanácsadóként működött. Nevéhez fűződik a szépirodalmi és művészeti kiadó, a Helikon új márka- és üzleti stratégiájának kialakítása és a csődközeli állapotban lévő Heti Válasz megújítása, amelynek eredményeképp a hetilap árbevétele 4 éven belül megduplázódott, olvasottsága pedig elérte a lakosság 1%-át. 2007-ben a Helikon Kiadó a Hangzó Helikon sorozatért "Az év produkciója" Artisjus-díjat kapott. 2009-ben és 2010-ben mindkét üzletileg és szakmailag is sikeres céget értékesítette.
2009-2010-ig a washingtoni székhelyű The Heritage Foundationben és a Grand Rapids-i Acton Institute-ban volt vendégkutató (visiting fellow) politikai gazdaságtan és energiabiztonság témákban.
2011-2014 között Magyarország londoni nagyköveteként működött.
2016-ban a Design Terminal (üzleti és kulturális tehetséggondozással foglalkozó nonprofit ügynökség) elnöke és társtulajdonosa, a start-up vállalkozások finanszírozásával foglalkozó Arete Zrt. társtulajdonosa és igazgatósági tagja illetve a Brain Bar, az egyik legnagyobb európai jövőfesztivál elnöke és társtulajdonosa lett. Ezeket az érdekeltségeit 2019-ben eladta.
2017-2021-ig a ConNext 2050 elnevezésű projektet vezette a Budapesti Corvinus Egyetem Társadalmi Jövőképesség Kutatóközpontjában.
2019-2020 között a Maecenas Universitatis Corvini alapítvány kuratóriumának a tagja.
2015-2022 között a Bank of China CEE igazgatótanácsának tagja, 2019-2022 között a MOB Etikai Bizottság tagja.
Üzleti tevékenységén túl aktív oktatási, közéleti és kulturális területen is: tagja a Dévai Szent Ferenc Alapítvány felügyelő bizottságának, 2003-ban megalapította az üzleti vezetőket tömörítő Széll Kálmán Alapítványt.
2024. június 10-én – az európai parlamenti és az önkormányzati választásokat követő napon – bejelentette lemondását a miniszteri posztról, melyet a miniszterelnök elfogadott. Megbízatása június 30-áig tartott.

## Díjak, kitüntetések
Gazdasági és társadalmi tevékenységének elismeréseként vehette át a Magyar Köztársasági Érdemrend középkeresztjét 2010-ben. Ezen kívül Budapest XX. kerületének díszpolgára (2013), és a Sacred Military Constantinian Order of Saint George érdemrend Lovagi Nagykeresztjének birtokosa. 2023-ban Wekerle Sándor Kárpát-medencei Gazdasági Nagydíjat és Rákóczi-díjat vehetett át.

## Művei és megnyilatkozásai
Szabadidejében tanulmányokat, cikkeket és esszéket ír. Számos regény és szakmai könyv műfordítója. Legutóbbi művei Az amerikai géniusz és a Böjte Csaba ferences rendi szerzetessel közösen írt Az élet jó oldala - Értékek keresése az ingatag világban című kötetek.
Csák Jánost különleges kapcsolat fűzi az Egyesült Államokhoz, az alapító atyák által lefektetett értékekhez és ideálokhoz. A washingtoni magyar nagykövetségen 2023. október 20-án elmondott ünnepi beszédében hangsúlyozta, hogy „mi magyarok, az USA-t mindig is a szabad emberek országának, a kockázatvállalás és együttműködés hazájának tekintettük”. 
Magyarország és az Egyesült Államok hosszú távú gyümölcsöző kapcsolatának alapja az, hogy rendíthetetlenül hisznek az egyéni és alkotmányos szabadságban és ezt tiszteletben tartják más nemzetek irányában is.
Csák János „Az amerikai géniusz" című könyvének amerikai kiadása ("The Genius of America") 2024 áprilisában jelent meg az Egyesült Államokban az Angelico Press gondozásában.
2023 nyarán Tusványoson úgy nyilatkozott, hogy az Egyesült Államok halott, csak még nő a körme. A kijelentést David Pressman, az Egyesült Államok budapesti nagykövete is szóvá tette (Csák nevének említése nélkül), mint az amerikai-magyar kapcsolatok rossz állapotának példáját.

## Magánélet
Házastársa Márton Júlia, négy gyermekük és nyolc unokájuk van.